# Эленд (Гарц)
Эленд (нем. Elend) — община в Германии, в земле Саксония-Анхальт.
Входит в состав района Вернигероде. Подчиняется управлению Броккен-Хохгарц. Население составляет 514 человек (на 31 декабря 2006 года). Занимает площадь 27,39 км².